# 戈弗雷德·唐萨
戈弗雷德·唐萨（Godfred Donsah，1996年6月7日—）是加納的職業足球運動員，司職中場，現效力於土耳其足球超级联赛俱乐部馬拉蒂亞。

## 外部連結
- Tutto Calciatori profile （页面存档备份，存于） （意大利文）
- Soccerway資料庫：戈弗雷德·唐萨